# Ypthima perfecta
Ypthima perfecta är en fjärilsart som beskrevs av John Henry Leech 1892. Ypthima perfecta ingår i släktet Ypthima och familjen praktfjärilar. Inga underarter finns listade i Catalogue of Life.